# Gülçiçek Hatun
Gülçiçek Hatun (turco ottomano: كلچیچك خاتون, lett. "bocciolo di rosa"; Bitinia, 1335 – Bursa, 1400) è stata una concubina del sultano ottomano Murad I, e madre del suo successore Bayezid I.

## Biografia
Nata intorno al 1335 in Bitinia da una famiglia di origini greche che le diede nome Maria, venne rapita ancora bambina e collocata nell'harem di  slan sovrano dei Karasidi, dove venne fatta convertire all'Islam e ricevette il nome di Gülçiçek Hatun. Nel 1344, il sultano ottomano Orhan I conquistò i Karasidi e Gülçiçek fu fra le ragazze prese come bottino e passate nell'harem ottomano. Nel 1359, venne regalata al figlio di Orhan, Murad, che nel 1362 successe a suo padre come sultano. Ebbero due figli. Come concubina reale, fondò monasteri dervisci ed enti benefici che furono amministrati dal figlio Yahşi.
Nel 1389 Murad morì e il figlio di Gülçiçek, Bayezid I, salì al trono, rendendola la Valide Hatun. Come madre del sultano, divenne la prima concubina schiava a fondare una moschea. Morì nel 1400 a Bursa e venne sepolta in un mausoleo annesso alla moschea da lei fondata nella stessa città.

## Discendenza
Da Murad I, ebbe due figli:
- Bayezid I (1360 - 1403), quarto sultano ottomano.
- Yahşi Bey (? - prima del 1389).